# Burrington (Somerset)
Pour les articles homonymes, voir Burrington.
Burrington est une paroisse civile et un village du Somerset, en Angleterre.